# エリシャ・クック・Jr (俳優)
エリシャ・クック・Jr（Elisha Cook, Jr.、1903年12月26日 - 1995年5月18日）は、アメリカ合衆国の俳優。
エリシャ・クックとクレジットされることもある。
また、Elishaはエライシャと表記されることもある。

## 出演作品
- エリオット・バーンズの帰還（1987年）
- 天使がくれたクリスマス（1984年）
- ハメット（1982年）
- マジック・ボーイ（1982年）
- マルサ帝国をぶっとばせ!（1981年）
- トム・ホーン（1980年）
- 死霊伝説（1979年）
- 1941
- チャンプ
- この愛をリングに燃やせ
- 誇り高きインディアンの英雄・ウィンターホーク
- セント・アイブス
- メサイア・オブ・デッド
- 組織
- グライド・イン・ブルー
- 北国の帝王
- 吸血鬼ブラキュラ
- ミネソタ大強盗団
- 警部マクロード／牡羊座の入れ墨
- 赤い暗闇
- 夜の逃亡者・国境線は遠かった
- エル・コンドル
- 空かける強盗団
- ローズマリーの赤ちゃん
- 0011ナポレオン・ソロ対シカゴ・ギャング
- アパッチ砂漠
- 怪談呪いの霊魂
- ひとりぼっちのギャング
- 赤い野獣
- パパは王様
- 片目のジャック
- 無法の拳銃
- 地獄へつゞく部屋
- シカゴ秘密情報局
- 恐怖の人喰い植物
- 殺し屋ネルスン
- 現金に体を張れ（ジョージ・ピーティ）
- ロンリーマン
- 赤い砦
- 野性地帯
- 太鼓の響き
- 平原の落雷
- シェーン
- ノックは無用
- 密輸と犬とギャング/Behave Yourself(1951)
- 暗黒街の巨頭
- 生れながらの殺し屋
- 三つ数えろ
- 婿探し千万弗
- 犯罪王ディリンジャー
- 黒い河
- ダニー・ケイの新兵さん
- 幻の女
- マルタの鷹
- ３階の見知らぬ男
- 燦めく銀星
- サブマリン爆撃隊
- フットボール・パレード
- 恋は特ダネ
- 大学三人男
- 爆走する悪魔
- 幸福は空から
- 弾丸か投票か!